# Bursa copulatrix (gastrópodes)

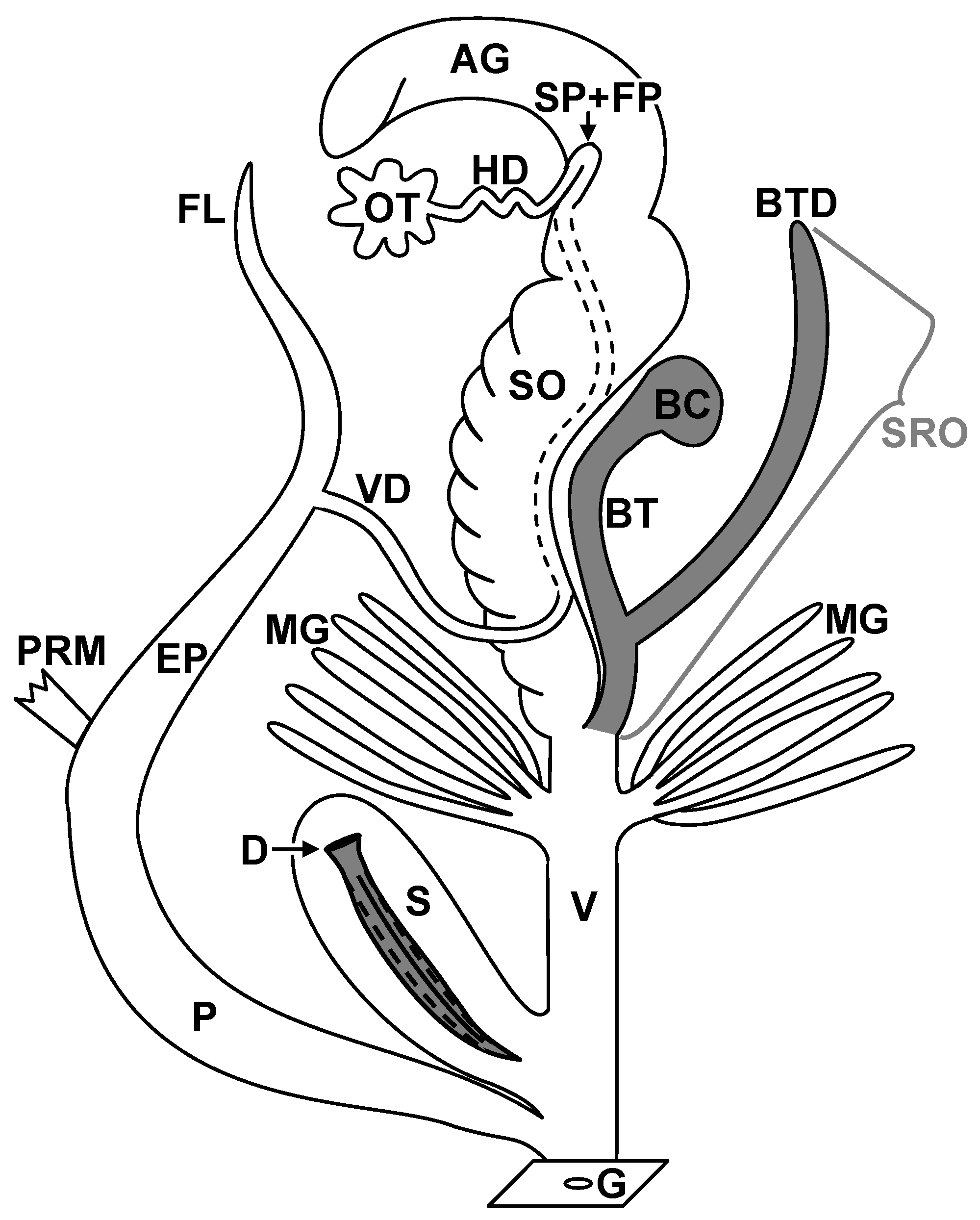
Diagrama simplificado da morfologia reprodutiva de um caracol terrestre pulmonado.
AG = glândula albúmen
BC = bursa copulatrix
BT = trato/tronco da bursa (ducto da bursa)
BTD = divertículo da bursa
D = dardo do amor
EP = epifaloFL = flagelo
FP = bolsa de fertilização
G = poro genital
HD = ducto hermafrodita
MG = glândulas mucosas (glândula nidamentar)
OT = ovotestis
P = pênis
PRM = músculo retrator do pênis
S = estilóforo ou saco de dardo (bursa telae)
SO = espermoviduto
SP = espermateca
SRO = órgão receptor do espermatóforo (indicado em cinza)
V = vagina
VD = ducto deferente

A bursa copulatrix, também chamada de saco gametolítico ou glândula gametolítica, é uma estrutura anatômica encontrada no sistema reprodutor feminino e hermafrodita de vários gastrópodes, desempenhando um papel central na digestão ou armazenamento de espermatozoides após a cópula. Está normalmente conectada ao trato reprodutivo por meio de um ducto, e pode estar associada a outras estruturas reprodutivas, como a glândula de albúmen, o receptáculo seminal ou o ducto hermafrodita, dentre outras. Apresenta considerável variação morfológica entre os grupos taxonômicos, como reflexo de seu papel adaptativo nas estratégias reprodutivas dos gastrópodes. É morfológica e funcionalmente diversa entre as diferentes linhagens de gastrópodes, com implicações significativas para a compreensão da biologia evolutiva e sistemática do grupo.

## Literatura citada
- Ponder, WF, Lindberg, DR, e Ponder, JM 2019. Biologia e Evolução dos Moluscos, Volume 1. Boca Raton: CRC Press, 900 pp.ISBN 978-0-8153-6169-5
- Ponder, WF, Lindberg, DR, e Ponder, JM 2020. Biologia e Evolução dos Moluscos, Volume 2. Boca Raton: CRC Press, 870 pp.ISBN 978-0-8153-6184-8